# Dubicsány
Dubicsány este un sat în districtul Putnok, județul Borsod-Abaúj-Zemplén, Ungaria, având o populație de 296 de locuitori (2011). 

## Demografie
Componența etnică a satului Dubicsány
     Maghiari (100%)
Componența confesională a satului Dubicsány
     Reformați (32,43%)
     Romano-catolici (24,66%)
     Fără religie (16,55%)
     Necunoscută (26,35%)
Conform recensământului din 2011, satul Dubicsány avea 296 de locuitori. Din punct de vedere etnic, majoritatea locuitorilor (100,0%) erau maghiari. Nu există o religie majoritară, locuitorii fiind reformați (32,43%), romano-catolici (24,66%) și persoane fără religie (16,55%). Pentru 26,35% din locuitori nu este cunoscută apartenența confesională.